# 西厢记 (越剧)
西厢记，越剧古装剧，改编自元代王实甫《西厢记》，越剧代表剧目之一。

## 剧情简介
唐代贞观年间，书生张珙(张君瑞)路经普救寺，寄居寺内。在寺内张君瑞偶遇崔莺莺。莺莺到花园焚香，与张君瑞相唱和，张生为之倾倒。孙飞虎欲强索崔莺莺为妻。崔夫人无奈之下，宣称退贼兵者可以娶崔莺莺为妻。张珙致书杜确解除孙飞虎之围。然而，崔夫人后反悔，让崔莺莺与张生结为兄妹。张君瑞为了与崔莺莺成婚，只得上京赶考。

## 演出
1953年，华东戏曲研究院根据王实甫剧作改编，由苏雪安执笔。1953年10月，该剧首次排演，袁雪芬饰莺莺、范瑞娟饰张珙、傅全香饰红娘、张桂凤饰崔夫人。
1953年，胡汝慧执笔改编《西厢记》，为越剧《西厢记》的另一个版本，浙江越剧团常以此本演出。